# Mešita Ferhata paši
Mešita Ferhata paši (bosensky Ferhat-pašina džamija), zvaná též Ferhadija, je mešita v bosenském městě Banja Luka. Byla postavena v roce 1579 Ferhatem pašou Sokolovićem, a to z peněz, které podle tradice zaplatila rodina Auerspergů za useknutou hlavu habsburského generála Herberta VIII. z Auerspergu a jako výkupné za generálova syna, po bitvě u chorvatských hranic v roce 1575, v níž Ferhat paša triumfoval.
Mešitu pravděpodobně navrhl žák Mimara Sinana, byť neexistují žádné písemné záznamy o stavitelích. Soubor mešity se skládal ze samotné mešity, nádvoří, hřbitova, fontány, 3 mauzoleí (jedno pro Ferhata, další pro jeho vnučku a jeho praporčíka) a obvodové zdi s bránou. Měšita je 18 metrů široká, 14 metrů dlouhá a 18 metrů vysoká. Minaret je 43 metrů vysoký.
V roce 1950 se stavba stala národní kulturní památkou. Byla zbořena v roce 1993 srbskými paravojenskými jednotkami, v rámci etnických čistek bosenské války. Byla jednou ze šestnácti takto zničených mešit ve městě Banja Luka v letech 1992 až 1995. V roce 2001 bylo Islámskému společenství Banja Luky uděleno stavební povolení k rekonstrukci mešity. 7. května zaútočili srbští nacionalisté na asi 300 Bosňáků, kteří se zúčastnili ceremonie u příležitosti položení základního kamene. Asi 1000 pravoslavných Srbů házelo kameny a nahnalo prase na místo stavby. Uvěznili načas v islámském centru 250 lidí včetně zástupce OSN v Bosně a velvyslanců Británie, Švédska a Pákistánu. Bosenskosrbská policie je nakonec osvobodila. Více než 30 Bosňáků bylo zraněno a nejméně osm bylo převezeno do nemocnice. Jeden později zemřel na zranění hlavy. Plán rekonstrukce to však nezhatilo a mešita byla znovu postavena a otevřena 7. května 2016.